# Čapek (családnév)
A Čapek cseh családnév. Női változata Čapková. A cseh čap (gólya) szóból származik. 2016-ban 2848 személy viselte a Čapek és 3493 a Čapková családnevet Csehországban ezzel a 367. illetve 266. volt a családnevek rangsorában.

## Híres Čapek nevű személyek
Čapek
- Alois Čapek (1873–1952) cseh elektrotechnikus, feltaláló
- Antonín Čapek (1855–1929) fürdőorvos, Karel Čapek és Josef Čapek apja
- Emanuel Čapek (1880–1960) cseh  szerkesztő, pedagógus, politikus, szakíró
- Jan Čapek ze Sán (?–1445 után) huszita vezető
- Jan Blahoslav Čapek (1903–1982) irodalomtörténész, egyetemi tanár
- Jan Ladislav Čapek (1858–1913) klasszika- filológus
- Jindra Čapek (1953) cseh festő, illusztrátor, grafikus
- Jindřich Václav Čapek (1837–1895) szobrász, restaurátor
- Josef Čapek (1887–1945) festő, író Karel Čapek testvére
- Josef Čapek (1902–1983) cseh labdarúgó
- Karel Čapek (1890–1938) író, újságíró, Josef Čapek testvére
- Ladislav Čapek (1919–1996) cseh animációs filmrendező
- Milíč Čapek (1909–1997)  cseh filozófus, a Bostoni Egyetem tanára
- Miroslav Čapek (1961) bíró, politikus
- Norbert Fabián Čapek (1870–1942) cseh újságíró, író
- Otakar Čapek (1893–1967), cseh író, agrárpolitikus
- Pavel Čapek (1958)  cseh sportújságíró, televíziós kommentátor
- Pavel Čapek (1976) cseh labdarúgó
- Richard Čapek (1945) cseh térképész
- Robert Čapek (1967) cseh pedagógus, sci-fi író
- Stanislav Čapek (1883–1966) evangélikus lelkész
- Vítek Čapek (1954–1988) cseh művészettörténész

Čapková
- Dagmar Čapková (1925–2016) pedagógus
- Helena Čapková (1886–1961) írónő,  Karel Čapek és Josef Čapek testvére
- Zuzana Čapková (1975) színésznő